# Forests of Witchery
Forests of Witchery es el álbum debut de la banda symphonic black metal, Thy Serpent. Este álbum posee la canción más larga de su carrera hasta el momento, denominada Like a Funereal Veil of Melancholy con 11:26 minutos.

## Canciones
1. Flowers of Witchery Abloom 6:12
2. Of Darkness and Light 4:52
3. A Traveller of Unknown Plains 9:40
4. Only Dust Moves... 7:09
5. Like a Funereal Veil of Melancholy 11: 26
6. Wine from Tears (Instrumental) 8:48

## Créditos
- La música es de Thy Serpent.
- las letras de Anti Litmanen excepto A Traveller Of Unknown Plains de Myst
- Producido por Ahti Kortelainen
- Sami - guitarra
- Luopio - bajo, sintetizador, vocalista
- Azhemin - sintetizador, vocalista
- Agathon - batería

- Datos: Q4357271